# 中国郵政
中国郵政（ちゅうごくゆうせい、正式名称:中国邮政集团有限公司 英: China Post）は、中華人民共和国において郵便事業を主軸として、銀行等の金融業務・宅配などの物流等を扱う国有企業（中央企業）である。イメージカラーは濃緑色。2019年の統計で郵便取り扱い総額が1兆6千億元（25兆5千億円）であり、このうち郵便小包（宅配貨物）の売り上げは790,47億元（1兆2660億円）、取扱量は507億個となっており、売り上げ取り扱い量共に5年連続世界一である。

## 概要
中華人民共和国成立後に、中国共産党側の郵政組織が従来の中華郵政の郵政組織を吸収して1949年に発足した。かつては『中国人民郵政』と呼ばれていた。なお、1972年までは万国郵便連合（UPU）に加盟していなかったが、国際郵便に使用することは可能であった。
国家による郵政事業と郵便貯金事業（かつては電信事業も）を行う官庁であったが、2007年1月29日に郵政行政の監督管理を行う中華人民共和国国家郵政局と、実質的経営を行う中国郵政集団公司に組織分割され、これにより中央政府管理下で国務院財政部が出資する中央企業となる。また、郵政事業の改組後の同年3月20日、貯金部門が中国郵政儲蓄銀行として発足した。
2015年5月のロシアのウラジーミル・プーチン首相と習近平主席の合意により、一帯一路戦略に準じて、同年9月にロシアとの国際物流に関する主導的な参画文書に署名。同年の中国国務院が開催する金融シンポジウムでは、インターネットでの物流管理、農村部における電子商取引などを課題としている。同年の中国企業連合会などが選ぶ「中国トップ500企業」において、中国郵政集団公司（China Post Group Corporation）は、22位にランクされた。
傘下の郵便局内は、貯蓄と郵便の窓口が同居する形式になっている。

### 中国郵政集団有限公司発足
2019年12月28日、中国郵政集団有限公司として正式に発足し、北京で記念式典が執り行われており、それまでの名称である中国郵政集団公司から中国郵政集団有限公司へと社名を変更している。制度改革後は中央が一元管理する単独出資企業となり、今後は郵便、宅配・物流、金融、電子商取引（EC）を本業とし多角化経営を目指して行く。1998年に郵便事業と電気通信事業へと分割され、2005年には行政と企業へと分割されており、2007年に中国郵政貯蓄銀行が設立され、2010年には中国郵政速達物流股份有限公司が設立されている。また、郵貯銀行は2016年、香港証券取引所への上場を果たし、2019年には上海証券取引所へ上場しており計画されたロードマップを完了している
2020年、郵便宅配では三大事業を実施する予定である。
- 宅配サービスを村に導入する事業を始動しこれは3年計画となる。
- 宅配サービスを工場に導入する事業を始動し、工場内の物流、倉庫と配送の一体化や地域内サプライチェーンサービスの構築などを進める。
- 宅配貨物を海外に出す事業の実施、国際的な配送物流関連の政策を推進させ、多様な国際サービスの展開と国境を超えた速達便のインフラ建設を加速化させる。

### 財政状況
1998年から2018年にかけて郵政集団の営業収益が著しく伸びており、業務収入は287億元から5,668億元へ増え、営業利益は179億元の赤字から468億元の黒字へ変わっている。2019年の売上高は1兆6,000万元（約25兆円）に達し、利益は9,600億元（約15兆円）となり前年比30%の伸びとなっており、これは中国国内総生産（GDP）の1割に達する数字となる。

## 主要子会社

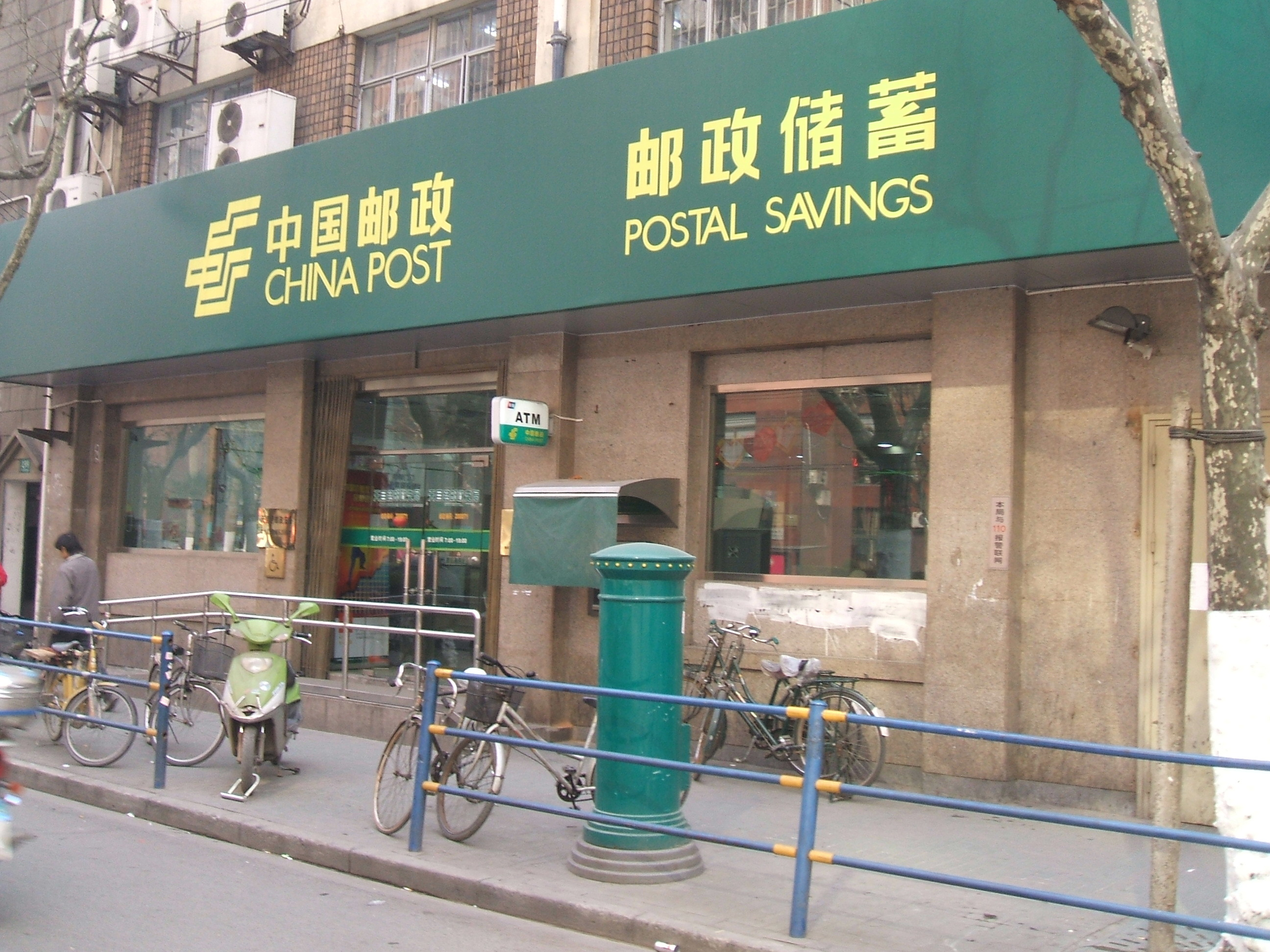
中国郵政の郵便局（上海）

2018年時点での主要子会社一覧
- 中国郵政儲蓄銀行 - 銀行業
- 中国邮政速递物流股份有限公司 - 宅配業
- 中邮人寿保险股份有限公司 - 保険業
- 中邮证券有限责任公司 - 証券業
- 中国集邮总公司 - 切手公社
- 中国郵政集団公司(情報技術局、研究院）

邮政科学研究规划院 - 全体計画、工学設計、企業管理、物流設備開発、端末機器開発、品質検査、標準化策定など
中国邮政集团公司上海研究院
- 石家荘郵便通信技術学院 - 職業訓練専門学校
- 中国邮政集团公司邮票印制局 - 印刷局
- 中国郵政報社 - 新聞出版社

## EC事業成長による取扱量の増加

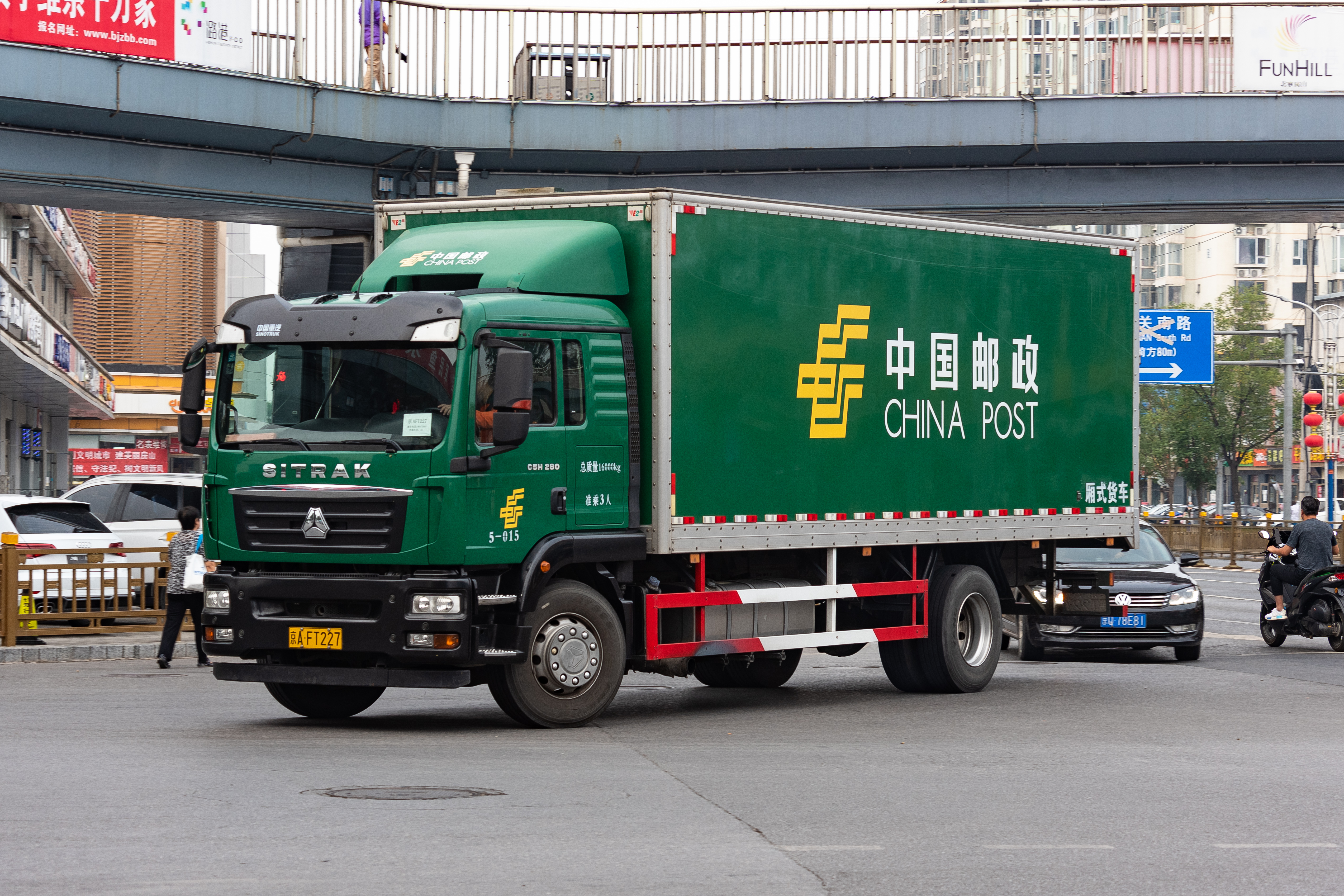
中国郵政の中型トラック。中国重型汽車集団製

1949年から2018年までの70年間で、中国郵便の総売り上げは1億6,000万元から1兆2,345億元へと7,700倍にまで成長しており、宅配取扱量も1980年代の153万個から2018年の507億個へと急拡大を見せており、30年間の年間平均成長率は41.5％であった。
2019年にマッキンゼーが発表した最新の調査によれば、中国市場は世界で最も成長が速い新興市場であることが報告されている。このレポートでは17か国のB2C eコマースの傾向を分析し、一人辺りの年間の受け取り個数の調査も行っており、データによれば、アメリカは年間平均21個、ドイツ24個、イギリス22個となっているが、他のヨーロッパ諸国に於いてはアイルランドは年間平均15個であり、スウェーデンは6個、イタリアに関しては極僅かであることが明らかになっている。また多くの発展途上国での一人辺りの年間受け取り個数は、インド、ベトナム、マレーシア、タイなど同様に1個であり、他東南アジア地域でも同様の傾向を示している。
2018年の日本経済新聞の中でも中国EC市場は日本の10倍の規模であることが報道されている。
国家郵政局の马军胜（Ma Junsheng）は2018年、空白域を無くすため合計178,000局に達した全土への郵便局の開局と同様にメールショッピングサイトも整備し人口カバー率は95％を超えており、小包宅配網の基本整備を完了している。郵便サービスの年間利用者数は1,000億人を超え、オンラインショッピングの取引規模は7兆元越え、7,000億元以上の農産物が都市に流通し、7,000億元以上工業製品が地方農村部へと流通している。年間平均100億個のペースで依然として急速に成長しており、2019年は600億個を超えると予想されており、これは一日辺り3,000万個の増加となる。
この急速な成長はアリババグループが運営する「 天猫（Tmall）」「淘宝網」、電化製品を中心とする京東商城が運営する「JD.com」、後発組であるが共同購入（グルーポン）形式で急速に拡大している拼多多が運営する「ピンドウドウ」など上位4社を中心とする大規模なオンライン販売プラットフォームの普及が大きく影響している。アメリカの市場調査機関であるeMarketerが発表した2019年のレポートによると、淘宝網が515億ドル（約6兆2100億円）、天猫が432億ドル（約4兆7000億円）、JD.comが259億ドル（約2兆8000億円）となっており、この公開されたデータは、2018年度に天猫が4四半期連続で41％を超えるGMV（流通取引総額）を達成したことを示している。淘宝網全体の年間売上高は5,000億元の規模に近づいており、淘宝網と天猫で合計1億人のユーザーを抱えており、その数は急速に成長し続けている。
2018年のJD.comのGMVは、前年比30％増の約1.7兆元で、収益は1,000億元を超えている。年間3億人以上のアクティブユーザーを抱えるJD.comの営業利益率も過去最高に達している。
同様に、中国の電子商取引分野でアリババグループが運営する「双璧」を揺るがしたピンドウドウもGMVは4,716億元に達し、前年比で234％増加し、年間4億人以上のアクティブユーザーを抱えている。2019年上半期には注文量が70億を超え、国家郵政局の情報によれば、2019年上半期の総取扱量は合計277億7,000万個に達しており、このデータからピンドウドウの割合が20％以上増加したことがわかっている。
祝祭日は平日の販売に加え、注文が殺到することで物流量が爆発的に増加し「独身の日」の売り上げは毎年過去最高を記録している。2017年、独身の日での主要ECサイトの合計注文件数は8億5,000万件に上り、これを小包に置き換えると地球1,200周分となる。2018年には更に記録を更新しており、アリババグループだけで1日辺り10億件以上の注文があったが、僅か1週間で11億個以上の荷物が配達されており、この物量の配達を終えるには米国では20日、英国では4ケ月掛かる計算となる。またこの物量は2006年に配達された速達の総量に相当する。
中国の農村部人口は6億人であり、宅配サービスに対する需要が高まっており、農村部の郵便局開局と物流網の構築を終えており、そのカバー率は95%に達し、2019年、600億件の出荷の内、4分の1は農村部からの物と推定されているが、農村部でのビジネス成長率が都市部の成長率よりも約10％高くなっている。

## 新型肺炎への対応
湖北省武漢市で発生した新型肺炎に対し、中国郵政当局は緊急通達を出しており、新型肺炎拡大により需要がひっ迫している医療品や防疫物資、生活必需品に関し行政や警察と協力しながら優先的に配達することなどを郵政だけでなく物流各社に対し発表している。
緊急支援物資や市民への生活必需品に対する支援として、広州-武漢や武漢から重点地域間に航空路を開設し物資輸送ルートの確保を行っている。3万2千便となるトラックによる車両支援や、航空機5機を投入しマスクや医療品など4万9千箱の物資を輸送し、ひっ迫している需要を緩和させている。中国内のサプライチェーンも国外から積極的な買い付けを行っており、これにより国内メーカーの生産能力確保に努めている。またウイルス感染を抑えるため、宅配の「非接触配送サービス」を開始している。
防疫物資不足により、復星国際とテンセント共同で英国や日本から調達した防護服を乗せたチャーター貨物機が武漢天河国際空港に到着している。蘇寧電器やアリババグループなども率先して海外から防疫物資の調達に奔走している他、アメリカの貨物専門航空会社フェデックスも医療品などを緊急支援物資として現地に送っており、2020年1月30日早朝、広州白雲国際空港のフェデックス アジア太平洋地域ハブに到着し、広州から武漢への物資調整役を担っている中国郵政へと引き継がれている。
中国郵政は早急に資金を必要としている企業やワクチン開発を開始している機関などに対し率先的に融資を行っており、広西チワン族自治区、柳州市の医療技術会社では、柳州の主要な医療機関に医療品や防疫物を緊急供給するため、それら医療品を購入するための運転資金を緊急に必要としていた。柳州広西区にある中国郵政支店は状況を把握し、高速決済サービス「グリーンチャネル」を開設している。医療技術会社はオンラインで資金申請を行い、申請と契約に関する承認を出しており、翌日に100万元を借り入れている。また開設された即時決済サービスは海外での物資調達の際にも使用されている。
1月27日以降、日本国内では中国、香港、マカオ向けの個人的な小包の配送依頼が急増しているが、感染は国内外へと拡大を見せており、これを受け1月30日WHOが緊急事態宣言したことで、海外では中国向け航空便の運休が相次いでおり、国際郵便物（EMS）の大幅な遅延が発生している。モンゴルでは国内全ての教育機関の閉鎖と公的活動の禁止が宣言されていることから、郵便物の処理が中断される可能性があり、マカオでは郵便サービスの一時停止を宣言、香港でも一時中断される可能性などが日本郵政に対し通達されている。
2020年2月12日、万国郵便連合は8ヶ国が中国向け郵便物の受付を停止したと発表している。スイスポスト、デンマーク、ジョージア、ギリシャ、ルーマニア、セルビア、スペイン、シンガポール・ポストが中国向け郵便物の受付停止を郵便連合に対し通達しており、アメリカ合衆国郵便公社も中国、香港、マカオ向けの航空便が軒並み運休した事により、郵便物の取り扱い中止を発表している。この他、中国郵政は郵便物の消毒、メールボックスなどを利用した非接触配送に勤めている。
中国政府は経済への影響を防ぐため、中国人民銀行に対し2月3日と4日に渡り大規模な資金供給を行わせているが、中国国内に生産拠点を構える日系企業ではサプライチェーンの供給網が寸断される可能性が一向に改善される気配が見えないなど予断を許さない状況となっている。春節の延長や、都市部に戻る人間に対し在宅観察期間が設けられていることから従業員が出勤できず工場の稼働が出来ない状態であり、稼働している所でも同様の理由により陸上輸送する人員が確保できず、入出荷が滞っていることなどから海運業界にもその影響は及んでおり、減便や寄港先を変更するなどの対応に追われている。この影響により部品供給に支障が出た韓国の現代自動車は工場の操業を停止している。トヨタ自動車の中国工場12箇所でも操業を停止しており、2月17日以降に再稼働を予定しているが先行きは不透明であり、ホンダ、日産の中国工場でも同様に停止し再稼働がずれ込んでおり、日産九州工場では中国国内からの部品供給が途絶えたことで操業を停止している。

## その他
2010年11月22日、日本郵政グループは中国郵政と小口物流での提携を発表している。日本国内のECサイトを利用する中国消費者向けに低価格の新サービス提供と国際スピード郵便（EMS）の割引を行う。中国市場拡大に対し国内企業が中国向けの割安なサービスを求めていることによる。
2019年8月、中国郵政集団が独自開発したスマート無人配達車が全国に先駆け、湖北省仙桃市において商用運行を始める。この無人車は全長2m、幅80cm、高さ1.5mで最高時速15km/h。貨物ロッカーを30個を備え、耐荷重は200kgで全天候型。到着10分前に受取人に対し二次元バーコードを送信し、到着後送信された二次元コードを車両に翳すことでロッカーが開く仕組みとなっている。
2020年に発表された国家郵政局の報告によれば、顧客満足度は77.3%となり前年を1.4ポイント上回っており、主要地域での72時間以内での配達完了率は79.3%となり、前年より0.3ポイント改善されている。
主要宅配業者に対する満足度は上位から順豊速運（SFエクスプレス）、中国郵政速逓物流（EMS）、京東物流、韵達速逓、中通快逓（ZTOエキスプレス）、百世快逓（ベストエキスプレス）、申通快逓（STOエキスプレス）、圓通速逓（YTOエキスプレス）、徳邦快逓、優速快逓（UCエキスプレス）の順となっており、優速、圓通、申通への満足度が向上している。
香港特別行政区およびマカオ特別行政区の郵便事業は中国郵政から独立しており、それぞれ香港郵政と澳門郵政局が行っている。
中国切手は、1992年まで「中国人民郵政」と表示されていたが、これ以降は英文で"CHINA"と入ると共に「中国郵政」と表示されるようになった。
前身である中華郵政は中華民国の領域（台澎金馬）の郵政組織として現存している。

## 郵便料金（中国国内）

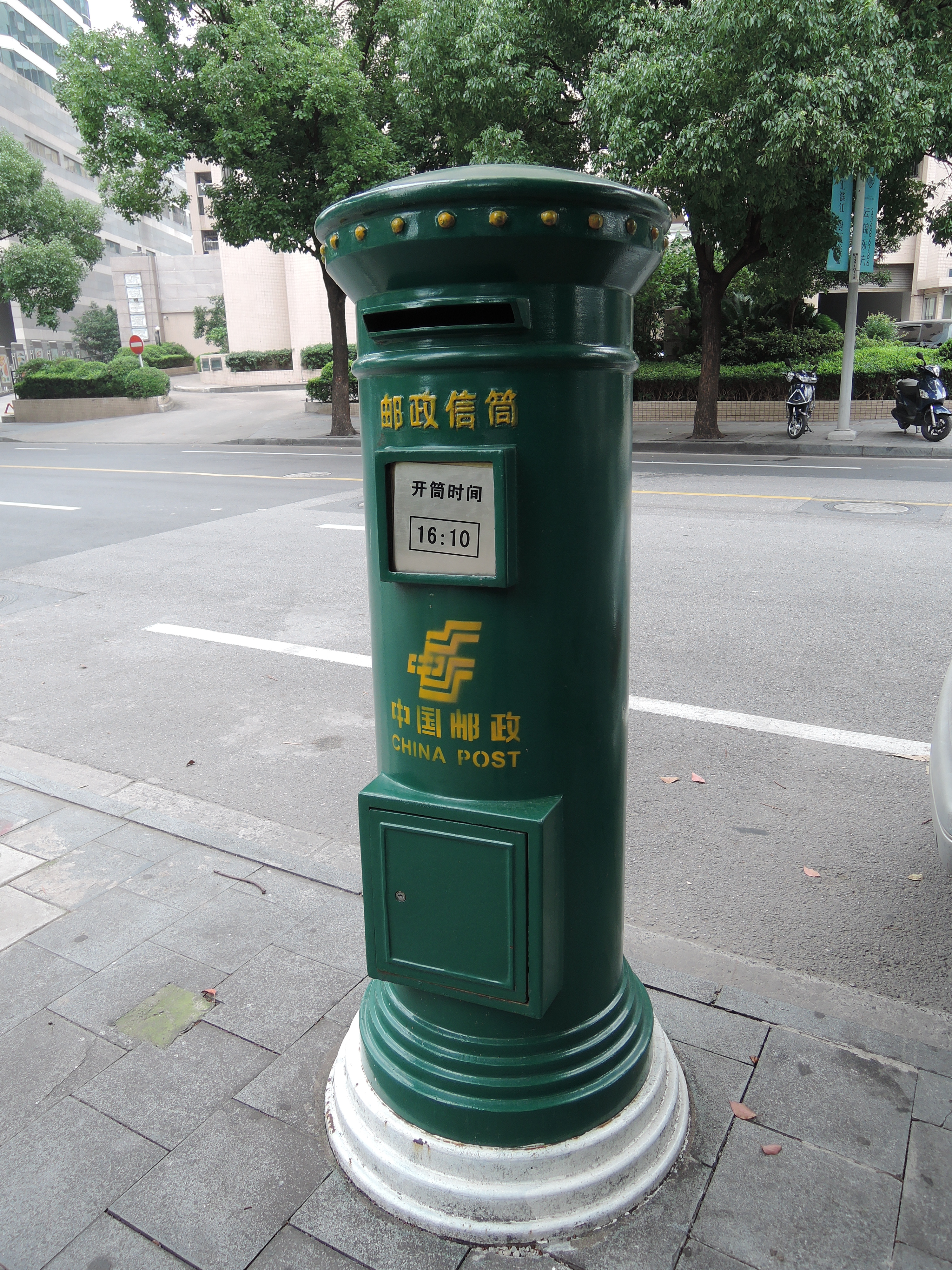
中国郵政の郵便ポスト（上海）

### 2006年11月15日以後
- 100グラム以内
  - 20グラム,基本料金0.8元（人民元表記,下同）
  - 20グラムごと,1.2元追加
- 100グラム以上
  - 100グラムまで,基本料金1.2元
  - 100グラムごと,2.0元ごと
- 郵便葉書、0.8元